# Polydoros Gezos
Polydoros Gezos (griechisch Πολύδωρος Γκέζος; * 3. September 1994) ist ein griechischer Fußballspieler.

## Karriere
Gezos begann seine Karriere bei Panionios Athen. Zur Saison 2014/15 rückte er in den Profikader von Panionios, kam jedoch zu keinem Einsatz. Zur Saison 2015/16 wurde er an den Drittligisten AE Kifisia verliehen und zur Saison 2016/17 fest von Kifisia verpflichtet.
Zur Saison 2017/18 wechselte er zum Ligakonkurrenten AO Ilysiakos. Nach zwei Jahren bei Ilysiakos wechselte er zur Saison 2019/20 zum österreichischen Zweitligisten SK Austria Klagenfurt. Sein Debüt in der 2. Liga gab er im Juli 2019, als er am ersten Spieltag jener Saison gegen die SV Ried in der Startelf stand. Für Klagenfurt kam er bis Saisonende zu 18 Zweitligaeinsätzen, in denen er ein Tor erzielte. Nach der Saison 2019/20 verließ er den Verein.
Im Oktober 2020 kehrte er nach Griechenland zurück und wechselte zum Drittligisten Ialysos FC.

## Persönliches
Sein Bruder Kosmas (* 1992) ist ebenfalls Fußballspieler.